# Scandinavian Cup w biegach narciarskich 2020/2021
Scandinavian Cup w biegach narciarskich 2020/2021 – kolejna edycja tego cyklu zawodów. Wszystkie zaplanowane konkursy tej edycji zostały odwołane z powodu pandemii COVID-19.

## Kalendarz i wyniki

### Kobiety
| Lp.             | Data              | Miejscowość                        | Dystans            | 1. miejsce | 2. miejsce | 3. miejsce |
| --------------- | ----------------- | ---------------------------------- | ------------------ | ---------- | ---------- | ---------- |
|                 | 12 grudnia 2020   | Rovaniemi                          | Sprint s. dowolnym | Odwołano   | Odwołano   | Odwołano   |
| 13 grudnia 2020 | 10 km s. dowolnym | Rovaniemi                          | Odwołano           | Odwołano   | Odwołano   |            |
| 5 marca 2021    | Madona            | Sprint s. dowolnym                 | Odwołano           | Odwołano   | Odwołano   |            |
| 6 marca 2021    | Madona            | 10 km s. klasycznym (bieg masowy)  | Odwołano           | Odwołano   | Odwołano   |            |
| 7 marca 2021    | Madona            | 10 km s. dowolnym (bieg pościgowy) | Odwołano           | Odwołano   | Odwołano   |            |

### Mężczyźni
| Lp.             | Data              | Miejscowość                        | Dystans            | 1. miejsce | 2. miejsce | 3. miejsce |
| --------------- | ----------------- | ---------------------------------- | ------------------ | ---------- | ---------- | ---------- |
|                 | 12 grudnia 2020   | Rovaniemi                          | Sprint s. dowolnym | Odwołano   | Odwołano   | Odwołano   |
| 13 grudnia 2020 | 15 km s. dowolnym | Rovaniemi                          | Odwołano           | Odwołano   | Odwołano   |            |
| 5 marca 2021    | Madona            | Sprint s. dowolnym                 | Odwołano           | Odwołano   | Odwołano   |            |
| 6 marca 2021    | Madona            | 15 km s. klasycznym (bieg masowy)  | Odwołano           | Odwołano   | Odwołano   |            |
| 7 marca 2021    | Madona            | 15 km s. dowolnym (bieg pościgowy) | Odwołano           | Odwołano   | Odwołano   |            |